# Cueva de la Pileta
Cueva de la Pileta – jaskinia krasowa w południowej Hiszpanii, w Górach Betyckich.
Cueva de la Pileta posiada sieć korytarzy z obszernymi komorami. Jaskinia o rozwinięciu poziomym.